# Glacier du Finsteraar
Le glacier du Finsteraar, en allemand Finsteraargletscher, est un glacier des Alpes bernoises en Suisse.

## Géographie
Il naît à 3 286 mètres d'altitude sur le versant sud-est du Finsteraarjoch, puis coule dans la vallée de l'Unteraar. Il reçoit le glacier du Strahleg sur sa rive gauche. Il est ensuite rejoint par le glacier du Lauteraar et donne naissance au glacier de l'Unteraar.